# Zipolite

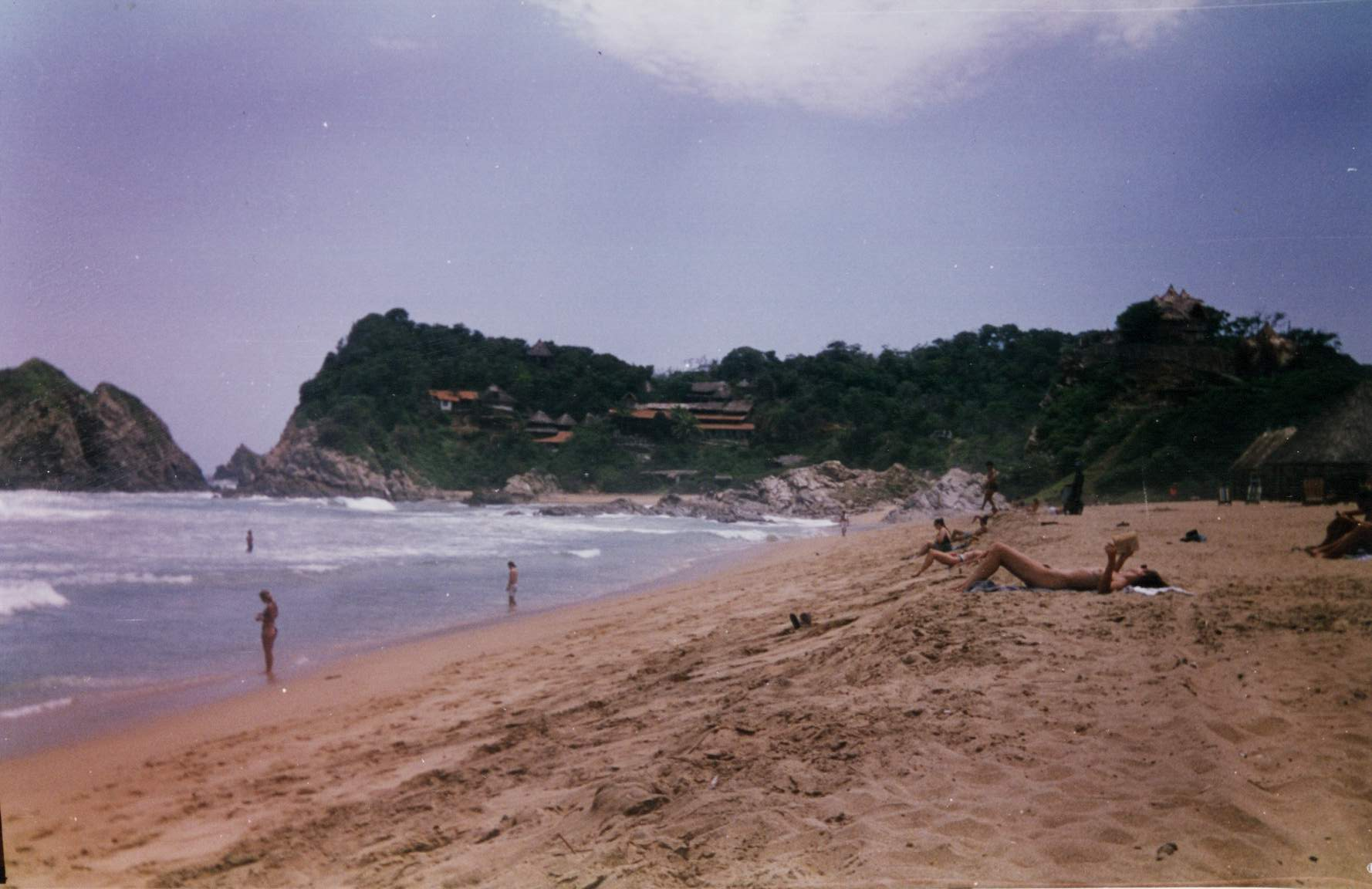
La plage de Zipolite

Zipolite est une localité et une plage sur la côte Pacifique au sud de l'État d'Oaxaca au Mexique a environ 3 km à l'ouest du village de Puerto Angel. La cité actuelle a pris de l'ampleur dans le milieu des années soixante alors que quelques familles de Zapotèques du Sud des montagnes de Oaxaca s'y sont installés.
Une origine possible du nom de cette plage vient du langage des Zapotèques qui signifierait : « la plage des morts » (espagnol : la playa de los muertos) ainsi nommée à cause de ces dangereux courants océaniques qui ont enlevé plusieurs vies. Certains visiteurs vous diront que la plage des morts se réfère au style de vie de là-bas. Une fois sur place, il est difficile d'abandonner cette oasis relaxante. Me voy mañana : « je m'en vais demain », un demain qui n'arrive pas avant quelques jours et même parfois quelques mois. Zipolite est aussi réputé car c'est l'une des seules plages nudistes du Mexique.
La localité de Zipolite compte un peu plus de mille habitants et se situe à 50 km au sud de Puerto Escondido et à peu de distance du petit port de Puerto Angel.
Le centre habité plus ancien s'est développé dans la zone faisant face aux écueils qui affleurent dans la mer. La chapelle catholique, en béton armé, construite après le désastreux ouragan de 1997, est le seul site religieux du village, mais il semble que de tout temps à proximité de ces rochers les populations zapotèques pratiquaient à l'époque précolombienne des rites sacrificiels. Le nom même de Zipolite signifie plage des morts ou plage des âmes. D'un bout à l'autre des mille cinq cents mètres de sable doré on trouve à se loger, du simple hamac à la chambre avec air climatisé et salle de bain, mais la zone qui au cours des années a vu un grand développement touristique se trouve à l'ouest, dans la contrée de Rocablanca.
À noter qu'à cause des fluctuations du niveau de la mer au long des siècles, le village original était situé dans le coin est de la plage, entre l'église ci-dessus mentionnée et la courbe d'entrée sur la rue principale depuis l'Est. Toutefois, il était situé nettement plus haut qu'actuellement, plus ou moins à la même hauteur que la prison circulaire dans le même secteur.
La proximité de la fosse océanique rend la baignade dangereuse en raison des forts courants qui poussent vers le large. Les noyades y sont malheureusement trop fréquentes. Il faut donc s'y montrer de la plus grande prudence.
La population indigène, a su s'adapter aux hordes de hippies qui à partir de 1970 se sont installés sur ce rivage paradisiaque, où se perdre dans le « mañana » n'est pas vraiment difficile. Actuellement le tourisme représente la première source de revenus de cette ancienne ville de pêcheurs.